# Multipla skleroza
Multípla skleróza (MS, tudi diseminírana skleróza ali encephalomyelitis disseminata) je kronična avtoimuna vnetna bolezen, ki prizadene osrednje živčevje (OŽ). Ob procesu propadajo predvsem ovojnice živčnih vlaken zaradi poškodb in izgube mielina (demielinizacija). Značilno so pri istem bolniku prizadeta različna mesta v osrednjem živčevju (razsejanost v prostoru) in ob različnih časih (razsejanost v času). Gre za poslabšanja (zagone) in izboljšanja funkcij, ki jih opravlja osrednje živčevje, pri čemer je izguba funkcije odvisna od mesta, ki je prizadeto. Bolezen se pojavlja pogosteje pri ženskah, največkrat med 20. in 50. letom starosti. Pogostost pojavljanja bolezni se razlikuje po geografskih področjih. Obstaja 3 % tveganje za izbruh bolezni, če ima bližnji sorodnik MS.

## Simptomi in znaki

### Oblike
Glede na potek bolezni delimo multiplo sklerozo na štiri oblike: benigna, recidivno remitentna, sekundarno progresivna in primarno progresivna. 
Benigno obliko ima približno 20% obolelih. Pri tej skupini bolnikov stopnja prizadetosti po 15 letih ostaja nizka (EDSS<3,5). S slikovnimi preiskavami v možganih lahko dokažemo nevrološke okvare, vendar je bolezen v tej fazi brez zunanjih simptomov in znakov.
Recidivno remitentno obliko opazimo pri 80% obolelih za multiplo sklerozo. Bolezen poteka v zagonih, med katerimi pride do novih deficitov oziroma poslabšanja obstoječih. Med zagoni je stanje praviloma stabilno. Pogostnost zagonov se z leti zmanjšuje, vendar stopnja invalidnosti napreduje, vse bolj pa se kažejo rezidualni nevrološki simptomi.
Pri 50 – 70% bolnikov z recidivno remitentno obliko multiple skleroze pride do razvoja v sekundarno progresivno obliko. Do poslabšanj prihaja tudi med zagoni. Čas, ki je potreben, da bolezen iz recidivno remitentne oblike napreduje v sekundarno progresivno, je pri različnih bolnikih različen, po začetku progresivne faze pa nevrološke funkcije pri vseh vztrajno upadajo.
Primarno progresivna oblika predstavlja 10-20% primerov multiple skleroze. Ne poteka v zagonih, nevrološki deficiti se od začetka bolezni stalno kopičijo. Za to obliko pogosteje zbolijo osebe starejše od 40 let. Razmerje obolevnosti med moškimi in ženskami je pri tej obliki enako (moški zbolijo enako pogosto kot ženske). Ta oblika multiple skleroze ima slabšo prognozo.

### Klinični znaki
Klinični znaki so številni in jih lahko razdelimo v več skupin.
Motnje vida so pogoste; optični nevritis (vnetje vidnega živca) je pogosto začetni znak multiple skleroze. Vid je zamegljen, pojavijo se lahko skotomi in lahko pride do izgube občutka za barve. Premikanje zrkla je boleče. Optični nevritis ob hkrati pozitivni magnetno-resonančni preiskavi z več kot 90% verjetnostjo napoveduje razvoj multiple skleroze. V 70% se motnje vida zaradi optičnega nevritisa popolnoma popravijo, v 7-10% ne pride do izboljšanja, pri preostalih pa se okvara popravi le delno (pogosto ostane motnja barvnega vida). Klinično pri optičnem nevritisu opazimo bledo papilo vidnega živca ter Marcus-Gunnov fenomen (zaradi relativnega aferentnega pupilarnega defekta bo pri izmenični osvetlitvi desnega in levega očesa prišlo do razširitve zenice ob direktni osvetlitvi na strani, kjer je delna okvara vidnega živca).  
Motorični znaki pri multipli sklerozi se kažejo s pojavom pareze oziroma plegije udov. Značilna je asimetrična prizadetost spodnjih okončin s spastičnostjo in hiperrefleksijo. 
Senzorični simptomi se pogosto pojavijo že na začetku bolezni. Običajno so prehodni, trajajo le nekaj dni. Bolniki pogosto navajajo parestezije (največkrat po nogah in perinealno) in »občutek oklepa«. Lezije v cervikalnih dorzalnih svežnjih povzročijo Lhermittov simptom: občutek širjenja elektrike po hrbtu ob antefleksiji glave. Lezije v možganskem deblu lahko povzročijo nevralgijo trigeminusa. Možen je tudi nastanek t.i. »sindroma neuporabne roke«, pri katerem bolnik ne čuti položaja levega ali desnega zgornjega uda. Popolna anestezija je redka. 
Med znaki prizadetosti možganskega debla se najpogosteje omenja nistagmus. Možni so še internuklearna oftalmoplegija (nezmožnost addukcije prizadetega očesa ob abdukciji drugega in hkratni nistagmus abduciranega očesa), prizadetost možganskih živcev, hemifacialni spazem in obrazne miokimije. 
Cerebelarni znaki se običajno razvijejo kasneje; če se razvijejo zgodaj, je to slab napovedni znak. Skoraj nikoli se ne pojavijo izolirano. Pogosto so perzistentni (za razliko od drugih simptomov in znakov mulitple skleroze). Pride do ataksije, vrtoglavice in lahko dizartrije. Skandirana govorica je redka. 
V sklopu multiple skleroze se lahko pojavijo tudi paroksizmalni simptomi, tj. simptomi, ki trajajo le nekaj sekund. To so npr. tonični spazmi, nevralgija trigeminusa, paroksizmalna dizartrija ali ataksija, paroksizmalni senzorični in bolečinski simptomi, dvojne slike, akinezija prstov in pareze. 
Bolezen spremljajo motnje mokrenja in spolnih funkcij. Motnje mokrenja navaja do 80% obolelih. Najpogosteje se pojavijo motnje shranjevanja seča in motnje praznjenja mehurja (občutek hesitacije). Pri 40% moških bolnikov pride do erektilne disfunkcije. Ženske imajo motnje občutka v genitalnem predelu. Ti znaki in simptomi po navadi korelirajo s piramidno okvaro na spodnjih okončinah. 
Utrudljivost je za 40% bolnikov najbolj moteč simptom. Je centralno pogojena in ne korelira nujno s siceršnjo prizadetostjo.
Motnje višjih živčnih funkcij se lahko kažejo kot kognitivne motnje, demenca, depresija, emocionalna labilnost, evforija, anksioznost ali psihoza.
Bolečina pri bolnikih z multiplo sklerozo je lahko akutna, subakutna ali kronična. Simptome akutne bolečine povzročajo nevralgija trigeminusa, boleči spazmi in nevralgična bolečina v okončinah. Subakutna bolečina nastane pri optičnem nevritisu, spremlja pa lahko tudi pasaste dizestezije po prsnem košu. 

### Stopnja prizadetosti
EDSS (Kurtzke Expanded Disability Status Scale) lestvica je 10-stopenjska lestvica, s katero se testira stopnjo prizadetosti bolnika z MS.
0 - 3,5 = blažje okvare
3,5 - 6 = prizadeta hoja
6 = potrebna opora pri hoji (palica)
7 = potrebna opora pri hoji (voziček)
8 = priklenjen na posteljo
9 = ne more uporabljati rok
10 = smrt zaradi bolezni

## Patofiziologija
V MS se pojavita dva procesa: vnetno dogajanje in nevrodegenerativni proces. Vnetje povzroči propad mielinskih ovojnic, nevrodegeneracija (propad živčnih celic) pa je tista, ki privede do invalidnosti. V različnih študijah so ugotovili, da se degeneracija nadaljuje, četudi vnetje in demielinizacija opešata.
Ni še znan vzrok same bolezni, toda obstajata dve hipotezi o njenem nastanku: t.i. Inside-out and Outside-in. Pri prvi hipotezi nek notranji dejavnik v OŽ povzroči avtoimunski odgovor, ki posledično privede do demielinizacije in okvare krvno-možganske pregrade. Pri drugi domnevi pripisujejo okvaro krvno-možganske pregrade zunanjemu dejavniku, ki potem preko okvarjene meje preide v OŽ in povzroči propad mielina in aksonov. Pri obeh hipotezah sodelujejo v okvari živčevja bodisi celična kot humoralna imunost, limfociti T imajo pomembnejšo vlogo.
Po okvari krvno-možganske pregrade se pojavi oteklina. Aktivira se imunski sistem: makrofagi in limfociti migrirajo skozi pregrado in direktno napadejo mielinske ovojnice v OŽ, posledično se pojavi demielinizacija, ki jo opazimo pri MS. Okvarjen mielin in njegove komponente, kot so mielinski bazični protein in oligodendrocitni mielinski glikoproteini, služijo kot antigeni, ki omogočijo dodatno aktivacijo imunskega sistema in posledično nadaljnje propadanje mielinskih ovojnic. Ob imunskem odzivu se preko citokinov in drugih mediatorjev vnetja kontinuirano aktivirajo tudi beljakovine kot so matrične metaloproteinaze, ki dodatno okvarjajo krvno-možgansko pregrado. To ugotovimo s kopičenjem gadolinija v OŽ: ta lahko prehaja le okvarjeno pregrado, kar vidimo na MRI.
Problem propadanja mielinskih ovojnic je sprememba v prevajanju informacij po živčnih vlaknih, kajti brez mielina živčna celica ne more več učinkovito prevajati električnih signalov. V zgodnjih fazah bolezni poteka remielinizacija, ki ni celovita, kajti oligodendrociti ne morejo popolnoma obnavljati izgubljene mielinske ovojnice. Če pa je poleg mielina okvarjeno tudi živčno vlakno (akson), lahko pride do trajne okvare funkcije tega področja v OŽ, saj je sposobnost obnavljanja živčnih celic zelo omejena.

## Patologija
V beli možganovini OŽ in hrbtenjače so prisotne multiple raztresene sive lezije, velike od 1 mm do nekaj cm, ki jih imenujemo "plaki" oz. "sklere" (od tod ime same bolezni). Ti plaki imajo perivensko distribucijo tj. nahajajo se ob postkapilarnih venulah, največ jih je v vlaknih optičnega živca, možganskega debla in hrbtenjače ter na progah, ki potekajo ob lateralnih ventriklih.
Značilno je, da se te lezije spreminjajo skozi čas. Pri novejših lezijah opazimo propad mielinskih ovojnic, aksoni pa so neprizadeti. Prisotna je perivenska infiltracija z mononuklearnimi celicami in limfociti. Pri akutnih lezijah je navzoč intersticijski edem. Okvara krvno-možganske pregrade je verjetno poglavitni dejavnik, ki omogoči, da pride do propada mielina. Kasneje se pojavi astrocitna proliferacija. Predel starejših lezij je relativno acelularen (brez celic) in bolj poudarjen. Značilna je razporeditev astrocitov okoli aksonov, čigar mielinska ovojnica je propadla. Sekundarna izguba aksonov je vzrok invalidnosti.[2]

### Patogeneza
Ni še točno znano, zakaj pride do bolezni, toda verjetno imajo pri tem pomembno vlogo naslednji mehanizmi:
1. Imunska pomanjkljivost: ta bi bila lahko vzrok za preživetje latentnega virusa v organizmu in za pojav zagonov in remisij. Ta teorija podpira tudi razvoj avtoimunosti na mielinske komponente s strani T- limfocitov in makrofagov, ki so prisotni v plakih.
2. Genetski dejavniki: dokazano je bilo, da obstaja povezava med histokompatibilnimi agensi A3, B7, B18 in DW2/DRW2 in pojav bolezni. Pri enojajčnih dvojčkih je verjetnost, da eden zboli, če je drugi bolan 30%; pri dvojajčnih pa 5%. Bolne ženske pogosteje omogočijo prenos bolezni kot bolni moški, kar bi lahko pomenilo, da so mitohondrijski geni vpleteni v dedovanje bolezni.
3. Virusi imajo pomembno vlogo v razvoju MS. Pri bolnikih so našli povišane serumske in likvorske antigene proti: varicella zoster, ošpicam, rdečkam in herpes simplex med obdobjem zagonov.
4. Glede na to, da se bolezen pojavi predvsem v severnih deželah, kjer je manj sonca in posledično manj vitamina D, bi lahko bilo pomanjkanje tega vitamina dejavnik tveganja za razvoj bolezni.

Za nastanek in razvoj bolezni so torej pomembni različni dejavniki, kar pomeni, da je bolezen multifaktorsko pogojena. 

## Diagnostika
Diagnozo postavimo na podlagi MRI, preiskave likvorja ter s pomočjo evociranih potencialov. Za multiplo sklerozo je značilna diseminacija lezij v času in prostoru, na čemer temljijo McDonaldovi kriteriji za diagnosticiranje multiple skleroze. Kriteriji temeljijo na ustrezni klinični sliki ter pojavu lezij na MRI oziroma dokazu značilnih sprememb v cerebrospinalni tekočini.
MR preiskava mora biti pozitivna, da lahko potrdimo diagnozo. Ob prisotnosti multiple skleroze odkrijemo prisotnost plakov demielinizacije, ki so običajno razporejeni periventrikularno, znotraj corpus callosuma in v možganskem deblu. 
Likvorska diganostika temelji na preiskavi likvorja, pridobljenega z lumbalno punkcijo. Če ima oseba multiplo sklerozo, so v likvorju v več kot 95% prisotni oligoklonalni trakovi imunoglobulinov G, ki dokazujejo prisotnost intratekalnega imunskega odziva (v serumu oligoklonalnih trakov ne najdemo). V likvorju je v 40% primerov prisotna tudi zmerna mononuklearna pleocitoza (navadno 10-20 celic na mm3, skoraj nikoli več kot 50).
Izvabljeni odzivi so v pomoč pri diagnostiki multiple skleroze, saj upočasnitev aksonskega prevajanja zaradi demielinizacije povzroči podaljšanje latence vidnih izvabljenih odzivov.[4]

## Terapija
Zdravila, ki bi omogočilo ozdravitev MS, ne poznamo. S terapijo želimo vplivati na simptome in na potek bolezni. Zdravljenje multiple skleroze delimo na: 
- simptomatsko zdravljenje
- zdravljenje zagonov
- zdravila, ki vplivajo na potek bolezni[4]

### Simptomatsko zdravljenje
Simptomatsko zdravljenje ima pomembno vlogo pri terapiji bolnika z MS. Z njim lahko omilimo simptome kot so: bolečina, utrujenost (amantadin, modafinil), spastičnost (baklofen, dantrolen, tizanidin, botulinski toksin), motnje odvajanja urina (oksibutinin, tolterodin, dezmopresin pri pogosti nočni inkontinenci), tremor (beta-blokatorji, primidon). Simptomatsko zdravljenje MS vključuje tudi uporabo antiepileptikov ob morebitnem epileptičnem napadu.
Zdravljenje bolečine je pomemben element pri simptomatski terapiji multiple skleroze. Zaradi bolečine namreč trpi polovica pacientov z MS. Ker so pacienti pogosto šibki in nepokretni, imajo lahko bolečine v hrbtu. Tovrstno mehansko bolečino učinkovito zdravimo na enak način kot bolečino v hrbtu drugih vzročnosti. Uporabljamo nesteroidne antirevmatike, transkutano električno stimulacijo živcev, učinkovita je tudi fizioterapija  
10-15% pacientov z MS ima nevropatsko bolečino, zdravimo jo s kombinacijo antikonvulzantov, antidepresivov in transkutane električne stimulacije živcev. Redko se poslužujemo kirurškega zmanjševanja bolečine.

### Zdravljenje zagonov
Pri akutnem zagonu bolezni uporabljamo kortikosteroide. V Sloveniji največ uporabljamo metilprednizolon. Zdravimo kratkotrajno. Zelo majhen delež pacientov  z multiplo sklerozo ima hude akutne napade, ki se ne odzovejo na zdravljenje s kortikosteroidi. Sodobne študije ugotavljajo, da bi akutne napade pri teh pacientih lahko učinkovito zdravili s plazmaferezo.

### Preprečevanje novih zagonov
Nove zagone bolezni poskušamo preprečevati z zdravili, ki vplivajo na imunski sistem. V rabi so imunomodulatorna zdravila (glatiramer acetat, interferon beta, natalizumab), imunosupresijska zdravila in blokatorji adhezijskih molekul.  V povprečju se število ponovitev zniža za tretjino.

### Zdravila, ki vplivajo na potek bolezni
Danes poznamo številna zdravila, ki dokazano znižujejo frekvenco bolezenskih zagonov in upočasnjujejo napredovanje bolezni. Tovrstna zdravila imajo različne načine aplikacije – subkutano, intramuskularno, intravensko, peroralno, delujejo pa imunosupresivno ali imunomodulatorno. V povprečju se število ponovitev zniža za tretjino.[2]

#### Interferoni beta
Interferoni beta so primerni za zdravljenje bolnikov z recidivno-remitentno obliko MS. Način vnosa zdravila je intramuskularno ali subkutano, doziranje variira od enkrat na dva dni do enkrat tedensko. Pri zdravljenju se uporabljajo 3 oblike: 2 obliki interferona beta-1a (Avonex, Rebif) in interferon beta-1b (Betaferon ali Extavia). Mehanizem delovanja je imunomodulatoren, interferoni beta delujejo zavirajoče na vnetje v osrednjem živčnem sistemu. Izsledki sodobnih študij dokazujejo, da interferoni beta upočasnjujejo napredovanje bolezni, znižujejo frekvenco novih zagonov in zmanjšujejo število na MR vidnih novonastalih demielinizacijskih sprememb. 

#### Glatiramer acetat (Copaxone)
Tudi glatiramer acetat je primeren predvsem za zdravljenje bolnikov z recidivno-remitentno obliko MS. Zdravilo se vnaša subkutano, bolniki prejemajo glatiramer acetat vsakodnevno ali pa trikrat tedensko v večjih dozah. Zdravilo je sestavljeno iz kombinacije aminokislin. Mešanica deluje tako, da spodbuja nastajanje protivnetnih celic. Zdravljenje dokazano zmanjšuje pogostost zagonov bolezni in zmanjša število novonastalih demielinizacijskih sprememb, vidnih na MR.

#### Natalizumab (Tysabri)
Natalizumab je namenjen bolnikom z recidivno-remitentno MS. Uporablja se ga v primeru, ko odziv na interferon beta ali glatiramer acetat ni bil ugoden. Ustrezna izbira je tudi za bolnike z agresivnejšo obliko bolezni. Prejemajo ga intravensko v 300 mg odmerku na vsake 4 tedne. Zdravilo dokazano zmanjšuje frekvenco zagonov bolezni in upočasnjuje napredovanje bolezni.
Natalizumab ima redek, vendar zelo nevaren stranski učinek – progresivno multifokalno levkoencefalopatijo (PML). Zato je potrebno skrbno izbrati bolnike, ki ga lahko prejemajo. 

#### Fingolimod (Gilenya)
Fingolimod je učinkovit pri bolnikih z recidivno-remitentno obliko bolezni. Bolniki ga v tableti zaužijejo enkrat dnevno 0,5 mg. Mehanizem delovanja je imunomodulatoren. 

#### Mitoksantron (Novantrone)
Mitoksantron spada med citostatike. Citostatiki zaviralno delujejo na imunski sistem (imunosupresivno). Mitoksantron je učinkovit pri sekundarno progresivni, primarno progresivni MS z zagoni in pri napredovali recidivno-remitentni obliki bolezni. Bolniki ga prejemajo intravensko v infuziji vsake 3 mesece. Celotni za življenjski odmerek ne sme preseči odmerka 140 mg/m2 zaradi toksičnega učinka na srce. Mitoksantron upočasni napredovanje multiple skleroze in znižuje frekvenco novih zagonov. Trenutno je edini citostatik, ki je registriran za zdravljenje MS. 

### Alternativne metode zdravljenja
Več kot polovica bolnikov z MS se poslužuje alternativnih metod zdravljenja. Dokazi o učinkovitosti teh metod so šibki ali povsem odsotni. Primeri alternativnih  terapij, ki se jih poslužujejo pacienti z MS so: dieta, joga, sprostitvene tehnike, hiperbarična kisikova terapija, akupunktura.

### Neželeni učinki zdravljenja
Zdravila, ki jih uporabljamo pri terapiji multiple skleroze, imajo nekatere neželene učinke. Najpogostejša je iritacija kože na mestu vbrizganja glatiramer acetata ter interferonov. Zaradi dolgotrajnega intravenoznega prejemanja zdravil se lahko na mestu vbadanja pojavi lokalni propad maščobnega tkiva (lipodistrofija). Interferoni lahko povzročijo simptome, podobne gripi, redkeje  sistolično disfunkcijo, neplodnost, akutno mieloično levkemijo. Neželen učinek natalizumaba je progresivna multifokalna levkoencefalopatija, pojavi se pri 1 od 600 z njim zdravljenih bolnikov. 

## Klinični potek in prognoza
Prognoza multiple skleroze je odvisna od podtipa bolezni. Najboljšo prognozo imajo bolniki z recidivno-remitentno obliko MS. Na prognozo bolezni pri recidivno-remitentni obliki vplivajo tudi drugi dejavniki. Pozitiven vpliv imajo: zgodnji pojav bolezni, dobro okrevanje po prvem pojavu simptomov in znakov, prva manifestacija bolezni v obliki senzoričnih simptomov ali optičnega nevritisa. 
Po petih letih od začetka recidivno-remitentne MS z boljšo prognozo povezujemo bolnike z manjšim nevrološkim deficitom, z redkejšimi zagoni bolezni, z daljšim intervalom med prvim in drugim akutnim napadom.
Primarna napredujoča oblika in sekundarna napredujoča oblika imata slabo prognozo. Primarno napredujoča MS je pogostejša pri moških, prav zato je pri moških prognoza MS slabša.
Najslabšo prognozo  imajo bolniki s hitrim malignim potekom bolezni, ki je sicer zelo redek. 

## Epidemiologija
Multipla skleroza velja za najpogostejšo avtoimunsko bolezen centralnega živčnega sistema. Po podatkih iz leta 2010 ocenjujejo, da je na svetu 2-2,5 milijona ljudi s to boleznijo.  V Sloveniji živi 2500 bolnikov z MS.
Multipla skleroza se lahko pojavi v katerikoli starosti. Najpogosteje zbolevajo ljudje med 20. in 40. letom starosti. Zbolijo lahko tudi otroci. Med bolniki z multiplo sklerozo je več žensk (razmerje 2:1). Pri starejših od 50. leta je bolezen enako pogosta pri obeh spolih.
Značilen vpliv na obolevnost ima geografska širina, v kateri oseba živi do svojega 15. leta. Ločimo območja z veliko (več kot 30 bolnikov na 100.000 prebivalcev), področja s srednjo razširjenostjo (5-29  bolnikov na 100.000 prebivalcev) in območja, kjer je bolezen zelo redka (manj kot 5 bolnikov na 100.000 prebivalcev). Bolezen je pogostejša v Severni Evropi, severnem delu ZDA, Kanade, v južnem delu Avstralije in Nove Zelandije. Redka je v Južni Evropi, severnem delu Avstralije, zelo redka pa v Aziji, Afriki in Južni Ameriki. 
V državah z veliko razširjenostjo boleznijo je multipla skleroza najpogostejši netravmatski vzrok invalidnosti med mladimi.